# Jacques Bernard (football)
Pour les articles homonymes, voir Bernard et Jacques Bernard.
Jacques Bernard dit Jacky Bernard est un footballeur français né le 16 juin 1936 à Castres et mort le 13 août 2009 à Toulouse.
Son frère Pierre est également footballeur professionnel au poste de gardien de but.

## Biographie
Il a été milieu de terrain au FC Sète en Division 2 de 1955 à 1959, puis au Toulouse FC en Division 1, de 1959 à 1967,. 
Il a toutefois été prêté en 1963-1964, à l'Olympique de Marseille qui évolue alors en Division 2.